# Jean Dufy
Jean Dufy, född den 12 mars 1888, död den 12 maj 1964, var en fransk målare.

## Samlingar för allmänheten
- Albertina Museum, Wien
- Art Institute of Chicago
- Harvard University Art Museum
- Indianapolis Museum of Art
- Indiana University Art Museum
- Musée National d'Art Moderne, Centre Pompidou, Paris
- Museum of Modern Art, New York
- Leventis Gallery, Nicosia